# Équipe d'Italie de rugby à XV des moins de 20 ans
L'équipe d'Italie des moins de 20 ans est constituée par une sélection des meilleurs joueurs italiens de rugby à XV de moins de 20 ans, sous l'égide de la fédération italienne.

## Histoire
L'équipe d'Italie des moins de 20 ans est créée en 2008, remplaçant les équipes d'Italie des moins de 21 ans et des moins de 19 ans à la suite de la décision de l'IRB en 2007 de restructurer les compétitions internationales junior. Elle participe chaque année au Tournoi des Six Nations des moins de 20 ans, et selon son classement au championnat du monde junior ou au trophée mondial des moins de 20 ans.
La sélection est un temps enregistrée par la Fédération en tant qu'équipe réserve de l'équipe nationale senior ; cette particularité est abolie par les règlements de World Rugby à compter du 1er janvier 2018,.
Après quatre années de bons résultats, et à deux mois du mondial 2024, Massimo Brunello quitte ses fonctions de sélectionneur pour prendre en charge le club des Zebre Parma.

## Palmarès
(les meilleurs résultats sont en gras)
| Tournoi des Six Nations des moins de 20 ans | Championnat du monde junior |
| --- | --- |
| - 2008 : Cinquième - 2009 : Sixième - 2010 : Sixième - 2011 : Cinquième - 2012 : Sixième - 2013 : Sixième - 2014 : Cinquième - 2015 : Sixième - 2016 : Sixième - 2017 : Sixième - 2018 : Quatrième - 2019 : Cinquième - 2020 : annulé - 2021 : Cinquième - 2022 : Quatrième - 2023 : Troisième - 2024 : Quatrième - 2025 : Quatrième | - 2008 : Onzième - 2009 : Treizième - 2010 : Absente - 2011 : Onzième - 2012 : Douzième - 2013 : Absente - 2014 : Onzième - 2015 : Onzième - 2016 : Onzième - 2017 : Huitième - 2018 : Huitième - 2019 : Neuvième - 2020 à 2022 : pas de compétition - 2023 : Onzième - 2024 : Dixième |

- Trophée mondial des moins de 20 ans :
  - Vainqueur : 2010, 2013.

## Personnalités

### Effectif 2020
Effectif pour le Tournoi des Six Nations des moins de 20 ans 2020 :

### Entraîneurs
Fin 2013, l'international italien aux plus de cent sélections Alessandro Troncon est chargé d'entraîner les jeunes italiens à partir de la saison 2014.
- 2014-2017 : Alessandro Troncon
- 2017-2020 : Fabio Roselli
- 2020-2024 : Massimo Brunello
- 2024- : Roberto Santamaria